# Chromis mamatapara
Chromis mamatapara — вид окунеподібних риб роду хроміс родини помацентрових. Описаний у 2020 році.

## Назва
Видовий епітет mamatapara з рапануйської мови перекладається як «жовтий помацентр».

## Поширення
Вид поширений на південному сході Тихого океану. Трапляється на скелястих рифах навколо острова Пасхи, чилійського острова Сала-і-Гомес та підводного вулкану Пукао, що розташований за 85 км західніше острова Пасхи. Трапляється на глибині 90-230 м.